# Штарке, Уте
Уте (или Ута) Штарке (родилась 14 января 1939 года, Лютерштадт-Айслебен) — бывшая немецкая гимнастка.

## Спортивные достижения
Участница летних Олимпийских игр 1960, 1964 и 1968 года в спортивной гимнастике. На играх заняла соответственно шестое, четвёртое и третье место в командных соревнованиях в составе команды ГДР.
Её лучшим достижением в индивидуальных соревнованиях было шестое место на Олимпиаде в 1964 году.
На чемпионате Европы по спортивной гимнастике в 1961 и 1965 годах она завоевала соответственно золотую и серебряную медали.

## Личная жизнь
Юте Штарке была замужем за бывшим немецким гимнастом Каленбергом (Kahlenberg). Закончив выступать на соревнованиях, работала тренером в спортивном клубе Лейпцига.